# تنگنا (فیلم ۱۳۵۲)
تنگنا فیلمی ایرانی به کارگردانی امیر نادری و محصول سال ۱۳۵۲ است.
این فیلم در نظرسنجی منتقدان و نویسندگان ماهنامه سینمایی فیلم به عنوان یکی از بهترین فیلم‌های تاریخ سینمای ایران انتخاب شده است.

## داستان فیلم
در یک سالن بیلیارد چند قمارباز حرفه‌ای به بازی مشغولند. علی خوشدست (سعید راد) و سه برادر: اکبر (عنایت‌الله بخشی)، حسن (حسن زارعی) و نبی (محمد اسکندری) و چند نفر دیگر سرگرم بازی هستند و بر بازی نظارت دارند. سه برادر در آخرین دور بازی به علی خوشدست می‌بازند. آن‌ها از پرداخت پول باخته خودداری می‌کنند. بین علی و دوستش رضا (نریمان شیری‌فرد) از یک‌سو و سه برادر نزاع درمی‌گیرد. علی ناخواسته مرتکب قتل حسن می‌شود و دوستش پا به‌فرار می‌گذارد. خود او نیز می‌گریزد و دو برادر مقتول در تعقیب او در کوچه پس‌کوچه‌ها، زباله‌دانی‌ها و خرابه‌های ویران شهر روان می‌شوند.

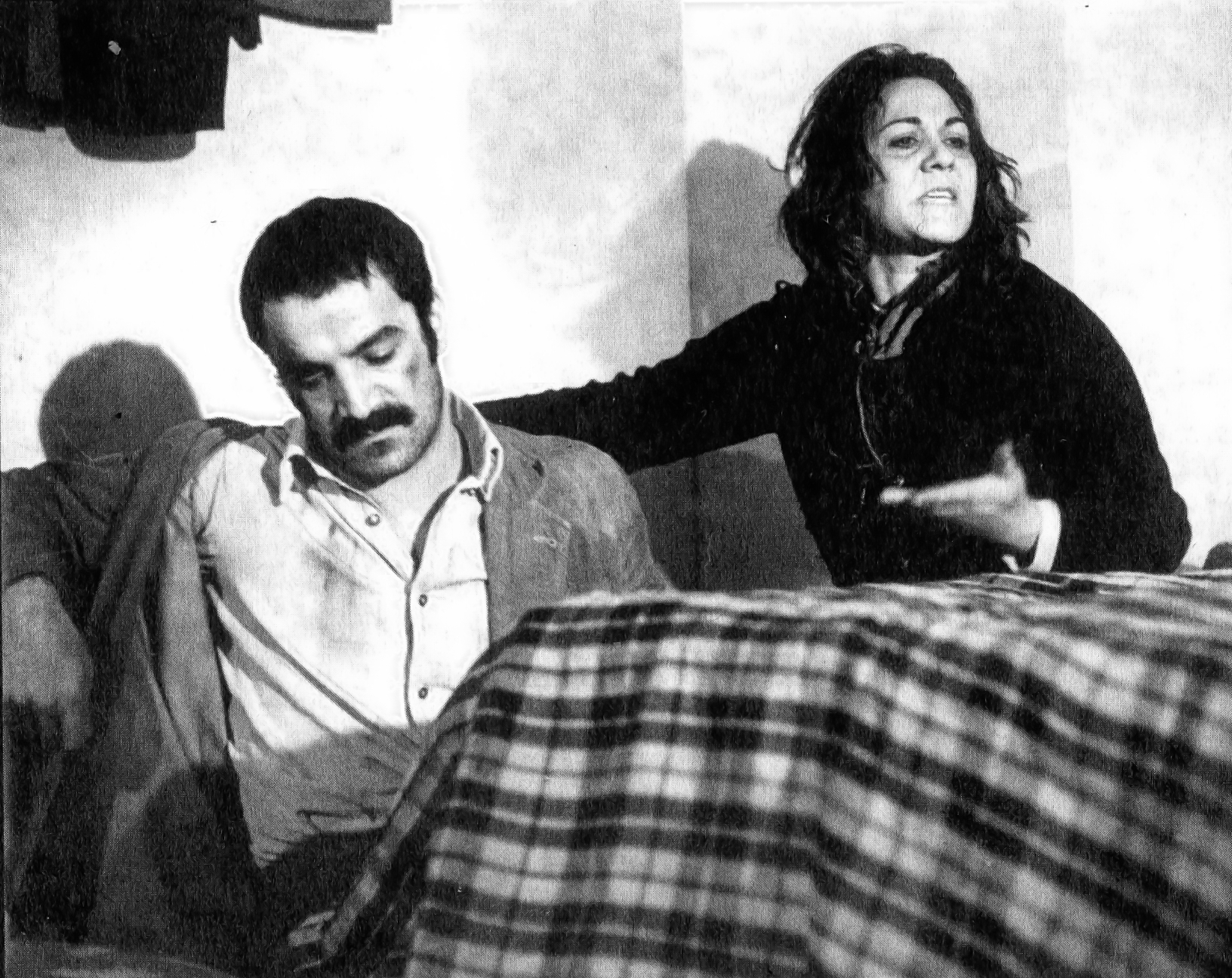
صحنه‌ای از تنگنا، اثر امیر نادری، با بازی سعید راد و مهری ودادیان

علی برای خارج شدن از شهر به پول نیاز دارد. او که نگران است اکبر و برادرش به مادر (مهری ودادیان) و خواهر و برادرش، خدیجه و مهدی صدمه بزنند آن‌ها را به خانه خاله‌اش می‌فرستد و برای فرار از نامزدش پروانه (نوری کسرایی) و دوستش اشرف (شهرزاد) کمک می‌طلبد. علی در یک درگیری نبی را نیز از پا درمی‌آورد. اکبر و مصطفی در خانه اشرف کمین می‌کنند و وقتی علی برای گرفتن کمک به خانه او می‌رود علی را به‌سختی کتک می‌زنند و قبل از فرار به‌چنگ پلیس می‌افتند. علی که خونین و مالین شده خود را در خیابان به پروانه می‌رساند.

## بازیگران
- سعید راد
- نوری کسرایی
- عنایت‌الله بخشی
- شهرزاد
- مهری ودادیان
- محمد اسکندری
- حسن رضیانی
- پرویز مهرام
- میرمحمد تجدد
- تجدد میرزاده
- محمد فرزین
- حسن زارعی
- نریمان دهقان
- اسماعیل شیرازی

سکانس پایانی تنگنا را بهرام بیضایی تدوین کرده است.

## پیرامونِ فیلم
سعید راد در گفتگویی با فریدون جیرانی از نام اولیهٔ فیلم یاد می‌کند: حادثه!. این نام بعد توسط امیر نادری به تنگنا تغییر می‌کند.
در نقدی از پرویز دوایی، او از این فیلم به عنوان فیلم شناسنامه‌ای نام می‌برد. به این معنی که شناسنامهٔ تاریخی از تهران سال ۱۳۵۲ هست. تهرانی سیاه، کثیف و غریب!

## متن ترانهٔ فریادرَس
دلم از خیلی روزا با کسی نیست
تو دلم فریاد و فریادرسی نیست
شدم اون هرزه گیاهی که گُلاش
پرپر دستای خار و خسی نیست
دیگه دل با کسی نیست
دیگه فریادرسی نیست
آسمون ابری شده
دیگه خار و خسی نیست
بارون از اَبرا سبک‌تر می‌پره
هر کسی سر به سوی خودش داره
مثل لاک پشت تو خودم قایم شدم
دیگه هیچ‌کس دلمو نمی‌بره
دیگه دل با کسی نیست
دیگه فریادرسی نیست
آسمون ابری شده
دیگه خار و خسی نیست
ماهی از پاشوره بیرون افتاده
شاپرکها پراشون زخمی شده
نکنه تو گلهٔ بره‌هامون
گذر گرگ بیابون افتاده
دیگه دل با کسی نیست
دیگه فریادرسی نیست
آسمون ابری شده
دیگه خار و خسی نیست

## جوایز
- برنده مجسمه سپاس بهترین کارگردانی، ششمین دوره جشنواره سپاس در سال ۱۳۵۳
- برنده مجسمه سپاس بهترین بازیگر نقش اول مرد (سعید راد)، ششمین دوره جشنواره سپاس در سال ۱۳۵۳